# Língua bagvalal
A língua bagvalal (Bagulal) é um idioma Avar-ândico falada pelo povo Bagvalal no sudoeste do Daguestão, Rússia, ao longo da margem direita do  rio Andi-Koisu e nas colinas das cercanias, proximidades da fronteira com a Geórgia. É bastante similar à língua tindi. Há cerca de 6.500 falantes de Bagvalal conforme Koryakov (2006).

## Escrita
O Bagvalal usa uma forma do alfabeto cirílico com 48 letras

## Características
As tradições e a cultura do povo Bagvalal se assemelha muito àquela dos Avares devido às suas histórias comuns durante o Canato Avar. 
Bagvalal tem três dialetos que são denominados conforme as vilas onde são falados. Somente o Tlisi foi estudado com alguma profundidade por causa de sua similaridade com a língua tindi. Bagvalal incorporou muitas palavras de línguas como o árabe, russo, turco e o avar. Somente é usado na sua forma oral, enquanto que o russo e o avar são usados para escrever. Do mesmo modo, o Bagvalal é usado somente em família, enquanto que na comunicação genérica se usam aquelas duas línguas.
Bagvalal foi mencionada como língua pela primeira vez no século XIX, havendo hoje poucos registros sobre a mesma, bem como pesquisas a respeito. A língua já esteve próxima à extinção desde a Revolução de 1917, embora atualmente seja utilizada no sistema de ensino aplicado ao povo bagvalal. Estuda-se em bagvalal somente no ensino básico e primário, enquanto que no secundário usa-se somente o russo. Entre 1950 e 1970, vários bagvalals migraram para distritos de Astrakhan, o que afetou mais ainda a língua. Apesar disso tudo, muitos dos bagvalal defendem a língua e entre 30 e 50% das crianças são fluentes na língua nativa.